# Basznia Rossija
Basznia Rossija (ros. Башня Россия) – odrzucony projekt budowy wieżowca w Moskwie. Budowla miała mieć 118 pięter i 612 metrów wysokości. Budynek został zaprojektowany przez Normana Fostera – jednego z czołowych architektów na świecie. W październiku 2008 roku budowa tego wieżowca stanęła. W lutym 2009 roku spółka odpowiedzialna za budowę wieżowca oficjalnie potwierdziła zatrzymanie realizacji projektu ze względu na kryzys finansowy.